# Marcelo Carneiro da Cunha
Marcelo Carneiro da Cunha (Porto Alegre, 1 de setembro de 1957) é um escritor brasileiro.

## Biografia
É formado em Jornalismo pela Universidade Federal do Rio Grande do Sul e, como escritor, já publicou 18 livros, tendo recebido prêmios da Associação Paulista de Críticos de Arte, da União dos Escritores do Brasil e da Fundação Nacional do Livro Infantojuvenil, entre outras[carece de fontes?]. 
Escreveu o roteiro do filme Batalha naval e o argumento de O branco — premiado nos festivais de cinema de Berlim, Rio de Janeiro, Biarritz e outros. Em 2000, foi escritor-residente da Fundação Ledig House, de Nova York. Em 2004, lançou o romance O nosso juiz, primeiro livro para o público adulto, e em 2005 publicou o volume de contos Simples — O amor nos anos 00.

## Premiações
Sua novela Duda 2, a Missão ganhou o prêmio de "Melhor de 1994", pela Associação Paulista de Críticos de Arte. Insônia (1996) recebeu o prêmio da União de Escritores do Brasil. Os dois livros citados, mais Antes que o mundo acabe, receberam o selo "Altamente Recomendável" da Fundação Brasileira do Livro Infanto-Juvenil. Em 2001, Marcelo foi escritor-residente da Fundação Ledig House, em Nova York, e escritor-visitante pela Fundação Japão, em Tóquio, 2007[carece de fontes?].
O curta-metragem O Branco foi premiado nos festivais de cinema de Berlim, Rio de Janeiro, Montevideo, Buenos Aires, e outros. O longa-metragem Antes que o Mundo Acabe, adaptado do romance homônimo, foi premiado no Festival de Paulínia, na Mostra de Cinema de São Paulo em 2009, e será lançado em 2010[carece de fontes?].

## Roteiros
Carneiro da Cunha já escreveu roteiros para dois filmes de curta-metragem, ambos dirigidos por Liliana Sulzbach: Batalha Naval, premiado no Festival de Gramado de 1994, e O Branco (2000), com prêmios em vários festivais internacionais. Trabalhou também no roteiro do especial de TV Travessia (2002, TVE/RS), baseado em conto de Sergio Faraco[carece de fontes?].
Dois de seus livros foram adaptados para filmes de longa-metragem: Antes que o Mundo Acabe, por Ana Luiza Azevedo, e Insônia, por Beto Souza, com lançamento em 2010.

## Livros publicados
- 2012: Primeira vez e muitas vacas (romance, Ed. Record)
- 2010: Nem pensar (novela, Ed. Projeto)
- 2010: Super (novela, Ed. Record)
- 2008: Depois do Sexo (romance, Ed. Record)
- 2005: Simples, o Amor nos Anos 00 (contos, Ed. Record)
- 2004: Duda 3, a Ressurreição (novela, Ed. Projeto)
- 2004: O Nosso Juiz (romance, Ed. Record)
- 2002: Contos Publicitários (contos, Ed. Artes e Ofícios)
- 2002: Ímpar (novela, Ed. Projeto)
- 2001: A Ameaça do Rio (novela, Ed. Atica)
- 2000: Antes que o Mundo Acabe (novela, Ed. Projeto)
- 1996: Insônia (novela, Ed. Projeto)
- 1994: Duda 2, a Missão (novela, Ed. Projeto)
- 1993: Românticos, um Amor nos anos 1990 (novela, Ed. Artes e Ofícios)
- 1992: Codinome Duda (novela, Ed. Projeto)
- 1990: O Super-Rodrigo (infantil)
- 1989: Na Praia da Ferrugem (novela, Ed. Mercado Aberto)
- 1987: Noites do Bonfim (novela, Ed. Artes e Ofícios)